# Brechmorhoga rapax
Brechmorhoga rapax är en trollsländeart. Brechmorhoga rapax ingår i släktet Brechmorhoga och familjen segeltrollsländor.

## Underarter
Arten delas in i följande underarter:
- B. r. crocosema
- B. r. rapax